# Drepanophyllaria caudicaulis
Drepanophyllaria caudicaulis là một loài rêu trong họ Amblystegiaceae. Loài này được Müll. Hal. mô tả khoa học đầu tiên năm 1899.